# 1669

## Esdeveniments

#### Resta del món
- 1699, Catània: L'Etna comença l'erupció que destruiria bona part de Catània i causaria 20.000 morts.[1]

| Dia        | Lloc    | Efemèride                                                                        | Categoria |
| ---------- | ------- | -------------------------------------------------------------------------------- | --------- |
| 11 de març | Catània | l'erupció del volcà Etna arrasa part de la ciutat i fa més de vint mil morts     | desastres |
| 24 d'abril | Ceret   | signatura del Compromís de Ceret pel qual acaba la primera revolta del Vallespir | guerra    |

### Naixements
| Dia | Lloc               | Personalitat                                                             | Categoria |
| --- | ------------------ | ------------------------------------------------------------------------ | --------- |
| ?   | Sant Hilari Sacalm | Josep Moragues i Mas, general català en la Guerra de Successió Espanyola | guerra    |
| ?   | Madrid             | Agustín Fernández de Velasco, noble castellà                             | política  |

### Morts
- 4 d'octubre, Amsterdam, Països Baixos: Rembrandt, pintor neerlandès.[4]

| Dia        | Lloc | Personalitat      | Categoria   |
| ---------- | ---- | ----------------- | ----------- |
| 16 de maig | Roma | Piètro da Cortona | belles arts |
|            |      |                   |             |